# Michael Jordan

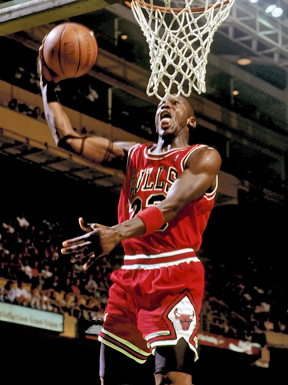

Michael Jeffrey Jordan (* 17. února 1963, Brooklyn, USA) je bývalý americký profesionální basketbalista. Je považován za jednoho z nejlepších basketbalistů všech dob.
Hrál v NBA za tým Chicago Bulls (1984–1993, 1995–1998). Později se stal spolumajitelem týmu Washington Wizards, za který v roce 2001 nečekaně znovu nastoupil i jako hráč a hrál za něj do sezóny roku 2003, kdy po jejím závěru ukončil svou profesionální kariéru.
Svůj tým dovedl šestkrát do finále NBA (1991, 1992, 1993, 1996, 1997 a 1998), ve všech šesti případech Bulls finále vyhráli a Jordan byl vyhlášen nejužitečnějším hráčem finálové série (MVP). Kromě toho byl také pětkrát vyhlášen nejužitečnějším hráčem NBA za celou sezónu: 1988, 1991, 1992, 1996 a 1998. Jeho průměr 30,12 bodu na zápas jej řadí v průměrné produktivitě na 1. místo v historických tabulkách NBA (druhý Wilt Chamberlain zaostává o 0,06 bodu). O jeho univerzálnosti a přínosu pro tým svědčí fakt, že byl také jednou vyhlášen nejlépe bránícím hráčem NBA (v roce 1988).
Jde o držitele dvou zlatých medailí z olympijských her – z let 1984 a 1992.
Zajímavostí v jeho kariéře je odskok od basketbalu k profesionálnímu baseballu, když od roku 1993 po dvě léta nastupoval za tým Chicago White Sox, kde se moc neprosadil. Následně se vrátil jak k basketbalu, tak k Bulls a pomohl jim k dalším třem titulům vítěze NBA.

## Biografie

### Mládí
Narodil se v Brooklynu, New York, NY. Brzy po narození se rodina přestěhovala do Wilmingtonu v Severní Karolíně. Tam navštěvoval střední školu Emsley A. Laney, kde započal svou sportovní kariéru, když za školu hrál americký fotbal, baseball a basketbal.
Roku 1981 získal sportovní stipendium pro studium na University of North Carolina at Chapel Hill, kde poté studoval obor kulturní geografie. Na univerzitě se hned první sezónu 1981–1982 ukázal jako velmi talentovaný hráč. Sezónu končil s průměrem 13,4 bodů na zápas a úspěšností 53,4 %. Tím byl vyhlášen univerzitním basketbalovým nováčkem východního konference USA (ACC). V oné sezóně s týmem vyhráli univerzitní pohár NCAA.
Za univerzitu hrál ještě dvě sezóny, kdy měl vždy průměr 20 bodů na zápas a úspěšnost okolo 54 %. Roku 1983 vyhrál Naismithův pohár pro nejlepšího hráče a o rok později i Woodenův pohár. V roce 1984 přerušil studium na univerzitě, jelikož byl draftován týmem Chicago Bulls do NBA. Téhož roku byl i ve vítězném týmu na letních olympijských hrách v Los Angeles. Studium dokončil roku 1986.

### Profesionální kariéra
Ve své první sezóně v NBA si udržel průměr 28,2 bodů na zápas s úspěšností 51,5 %. Také byl diváky zvolen do all-star týmu a objevil se na obálce prestižního sportovního časopisu Sports Illustrated. Jeho zvolení do all-star týmu však vzbudilo kontroverzi mezi zkušenějšími hráči, kteří dokonce odmítali Jordanovi během hry přihrát. Jordan sice vyhrál ocenění nováček roku, ale jeho tým vypadl již v prvním kole playoff. Ve své druhé sezóně si zlomil nohu a odehrál jen 18 zápasů, toho využil pro dostudování univerzity.
Následujících sedm sezón byl na vrcholu své kariéry, kdy jeho průměr neklesl pod 30 bodů na zápas. V sezónách 1986–87, 1987–88 a 1989–90 třikrát překonal hranici 1000 košů v sezóně. Právě v sezóně 1986–87 se stal teprve druhým hráčem, který pokořil hranici 3000 bodů na sezónu, prvním byl Wilt Chamberlain, konkrétně šlo o 3041 bodů. Tuto hranici již znovu nepřekročil. V těchto sedmi sezónách jeho průměr neklesl pod 943 košů a 2400 bodů na sezónu. V letech 1991, 1992 a 1993 dovedl tým Chicago Bulls k vítězství v playoff NBA. Sám se v těchto letech stal třikrát nejužitečnějším hráčem finále playoff a v letech 1991 a 1992 i nejužitečnějším hráčem celé sezóny NBA. V roce 1992 dále úspěšně reprezentoval svou vlast, když s tzv. Dream Team vyhrál zlatou medaili na letních olympijských hrách v Barceloně.
Roku 1993 si prošel obdobím kontroverze, když byl obviňován z gamblerství. V červenci téhož roku byl navíc jeho otec zavražděn při loupežném přepadení. Jordan kvůli stresu přerušil kariéru. Roku 1994 podepsal smlouvu s baseballovým týmem Chicago White Sox, že bude hrát za jejich týmy v Minor league baseball. Skutečně nastoupil za tým Birmingham Barons a později za Scottsdale Scorpions.
Bez Jordana Chicago Bulls vypadli v druhém kole playoff. V březnu 1995 dvěma slovy („Jsem zpět“) oznámil, že se vrací do NBA. V probíhající sezóně ještě stihl dohrát sedmnáct zápasů s průměrem 26,9 bodů na zápas a úspěšností 41,1 %. Tým však znovu v playoff vypadl. Pro následující sezónu proto Jordan začal znovu přísně trénovat.
V sezóně 1995–96 se Jordan i Bulls předvedli znamenitě. Jordan byl znovu nejlepším hráčem s 30,4 body na zápas a úspěšností 49,5 %. Tým Chicago Bulls zase stanovil nový rekord s 72 výhrami a jen 10 porážkami. Tým také znovu vyhrál playoff NBA. Jordan byl již počtvrté jmenován nejužitečnějším hráčem finálových zápasů, a tím překonal rekord Magica Johnsona. V následující sezóně tým vyhrál 69 zápasů a Jordan zaznamenal skóre 29,6 bodů na zápas s úspěšností 48,6 %. Bulls po dlouhé bitvě znovu vyhráli finále playoff a Jordan získal trofej pro nejužitečnějšího hráče.
Jeho poslední sezónou v Chicago Bulls byla 1997–98, kdy si udržel 28,7 bodů na zápas a úspěšnost 46,5 %. V této době mu bylo již 35 let. V playoff získal Jordan s týmem již šestý pohár pro nejlepší tým a on sám pro nejužitečnějšího hráče.
Roku 1999 mu vypršela smlouva a i proto se rozhodl již podruhé přerušit kariéru, kdy se přesněji rozhodl, že se na 99 % k hráčské kariéře nevrátí. O rok později se do světa NBA vrátil jako spolumajitel týmu Washington Wizards. V roce 2001 však oznámil, že hodlá hrát za tým Wizards. Po 60 zápasech však kvůli zranění kolene z týmu odešel. V této sezóně zaznamenal 22,9 bodů na zápas. Svou poslední sezónu odehrál po návratu do týmu Wizards v roce 2003. Jednalo se již o čtrnáctou sezónu, tím Jordan zlomil dosavadní rekord, který držel Kareem Abdul-Jabbar. Sezónu ukončil s průměrem 20 bodů na zápas. Poté již definitivně ukončil kariéru.
Momentálně je majitelem týmu Charlotte Hornets (Dříve Charlotte Bobcats, na Charlotte Hornets byl klub přejmenován v sezóně 14/15).
Týmy Chicago Bulls a Washington Wizards z úcty vyřadily číslo 23 ze své nabídky čísel dresů.

### Osobní život
V září 1989 se oženil s Juanitou Vanoy, s kterou má dva syny (Jeffrey Michael a Marcus James) a dceru (Jasmine). Pár se rozvedl roku 2006, kdy Juanita získala vyrovnání v hodnotě 168 milionů amerických dolarů. Roku 2006 ho jeho bývalá milenka Karla Knafel nařkla z otcovství svého dítěte, testy však prokázaly opak.
Je jednou z nejvíce známých mediálních tváří, spolupracoval s firmami jako jsou Nike, Coca-Cola, Chevrolet nebo McDonald's. Oděvní firma Nike vytvořila jeho vlastní veleúspěšnou podznačku pojmenovanou „Air Jordan“. Jordan podniká i v dalších odvětvích.
Byl blízkým přítelem zpěváka Michaela Jacksona. V roce 1992 se dokonce objevil po boku Jacksona v jeho hudební klipu k singlu Jam z alba Dangerous. Klip má basketbalovou tematiku a na jeho konci se Jordan učí od Jacksona jeho ikonické taneční kroky.
Roku 1996 si zahrál ve filmu Space Jam.

## AIR JORDAN
Přestože skončil se svou aktivní profesionální kariérou už v roce 2003, jeho značka stále žije a nabírá na popularitě. S Nike se spojil před téměř třiceti lety a pod jeho jménem vydali desítky modelů ve stovkách barevných provedení tenisek Jordan. Díky tomu, že po roce 2005 značka Nike výrazně zlevnila a zvětšil se její celkový obrat, tak se on sám paradoxně stal nejvýdělečnějším sportovním penzistou roku 2015 s astronomickým ročním příjmem 2 miliardy korun.

## Statistiky

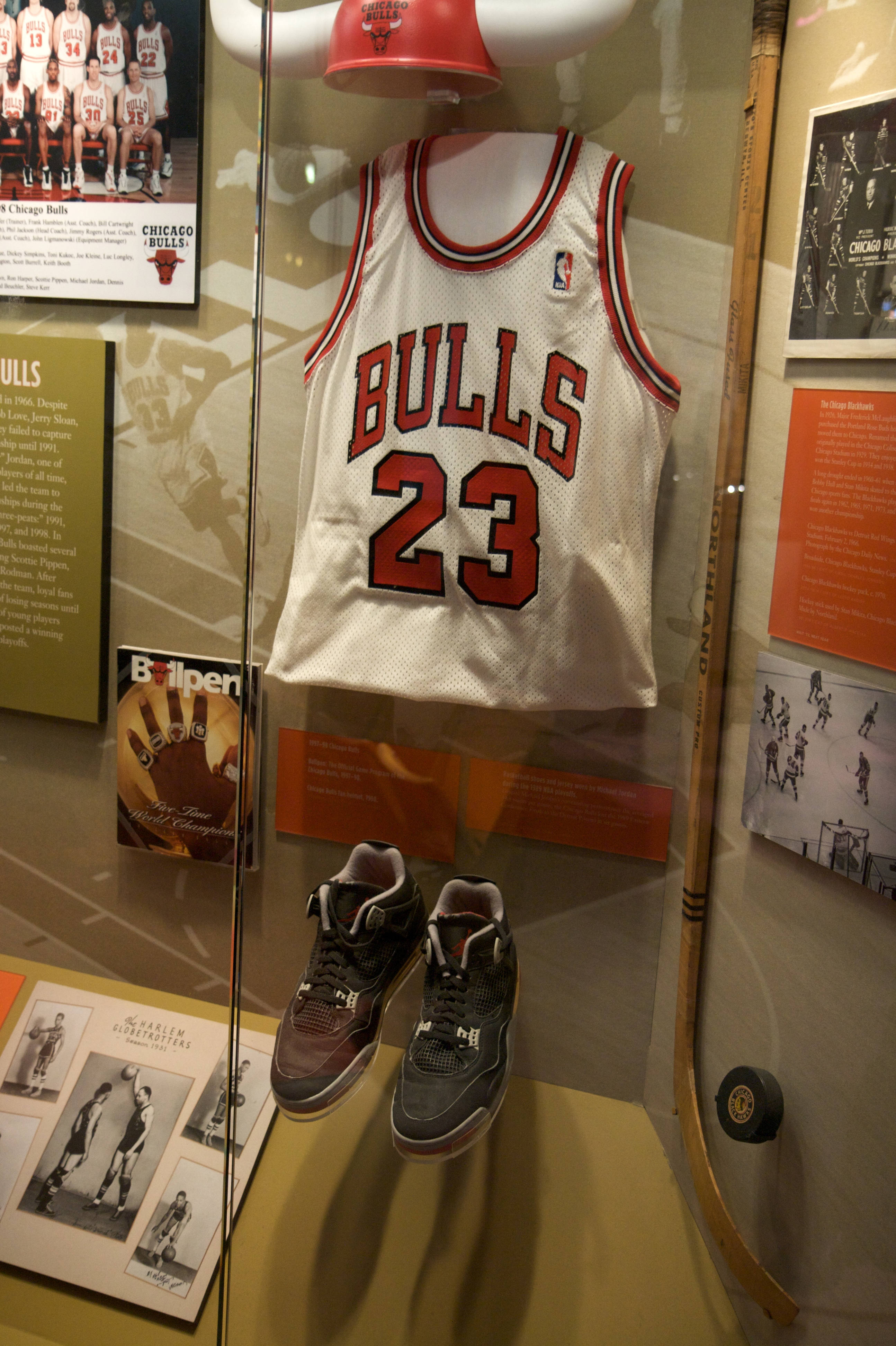
Jordanův dres v muzeu v Chicagu

| Sezóna  | Zápasy | Koše | Body | Body na zápas | Tým                          |
| ------- | ------ | ---- | ---- | ------------- | ---------------------------- |
| 1981–82 | 35     | 191  | 460  | 13,5          | University of North Carolina |
| 1982–83 | 36     | 282  | 721  | 20            | University of North Carolina |
| 1983–84 | 31     | 247  | 607  | 19,6          | University of North Carolina |

| Sezóna  | Zápasy | Koše  | Body  | Body na zápas | Tým                |
| ------- | ------ | ----- | ----- | ------------- | ------------------ |
| 1984–85 | 82     | 837   | 2313  | 28,2          | Chicago Bulls      |
| 1985–86 | 18     | 150   | 408   | 22,7          | Chicago Bulls      |
| 1986–87 | 82     | 1098  | 3041  | 37,1          | Chicago Bulls      |
| 1987–88 | 82     | 1069  | 2868  | 35            | Chicago Bulls      |
| 1988–89 | 81     | 966   | 2633  | 32,5          | Chicago Bulls      |
| 1989–90 | 82     | 1034  | 2753  | 33,6          | Chicago Bulls      |
| 1990–91 | 82     | 990   | 2580  | 31,5          | Chicago Bulls      |
| 1991–92 | 80     | 943   | 2404  | 30,1          | Chicago Bulls      |
| 1992–93 | 78     | 992   | 2541  | 32,6          | Chicago Bulls      |
| 1994–95 | 17     | 166   | 457   | 26,9          | Chicago Bulls      |
| 1995–96 | 82     | 916   | 2491  | 30,4          | Chicago Bulls      |
| 1996–97 | 82     | 920   | 2431  | 29,6          | Chicago Bulls      |
| 1997–98 | 82     | 881   | 2357  | 28,7          | Chicago Bulls      |
| 2001–02 | 60     | 551   | 1375  | 22,9          | Washington Wizards |
| 2002–03 | 82     | 679   | 1640  | 20            | Washington Wizards |
| Celkem: | 1072   | 12192 | 32292 | 30,1          | -                  |

## Trofeje a ocenění

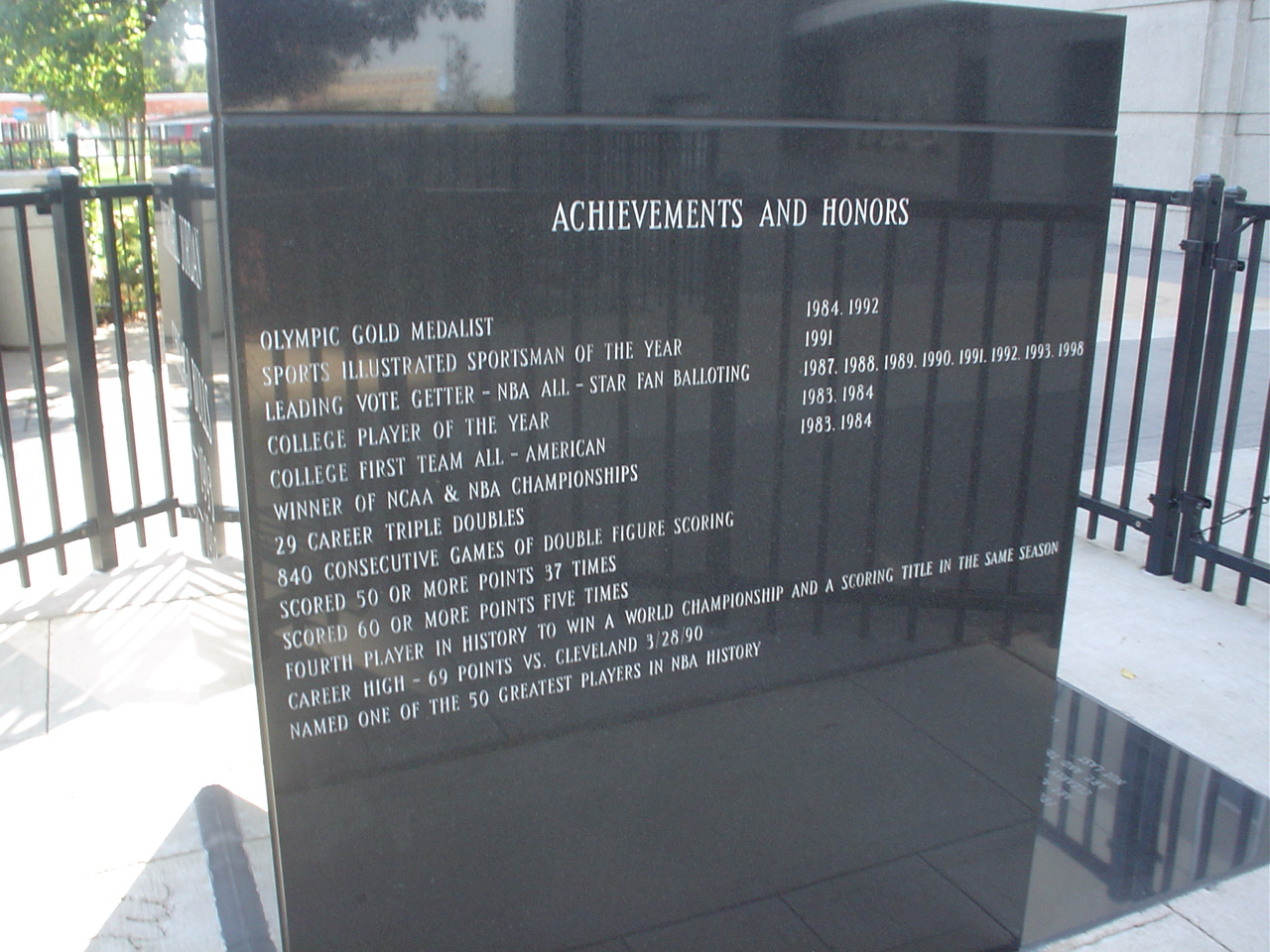
Jordanovy úspěchy vytesány před halou v Chicagu

- Uveden do Síně slávy Naismith Memorial – 2009
- 2× Olympijská zlatá medaile – 1984, 1992
- 6× Vítěz NBA – (Chicago Bulls) – 1991, 1992, 1993, 1996, 1997, 1998
- 6× Nejužitečnější hráč finále NBA – 1991–1993, 1996–1998
- 5× Nejužitečnější hráč sezóny NBA – 1988, 1991–1992, 1996, 1998
- 10× Nejlepší střelec NBA – 1987–1993, 1996–1998
- 14× Vybrán do All-Star turnaje – 1985–1993, 1996–1998, 2002–2003
- 3× Nejužitečnější hráč zápasu All-Star – 1988, 1996, 1998
- 11× Vybrán do týmu nejlepších hráčů NBA
- 2× Vítěz NBA Slam Dunk turnaje – 1987, 1988
- Nováček roku – 1984
- Obránce roku – 1987